# Montorio nei Frentani
Montorio nei Frentani (Campobassan dialect: Mundòrj) là một thị trấn và comune ở tỉnh Campobasso (Molise), miền Nam Ý.